# Katedra św. Menasa w Heraklionie
Katedra św. Menasa – prawosławna cerkiew katedralna w Heraklionie, katedra arcybiskupstwa Krety, części składowej Autonomicznego Kościoła Krety, podlegającego Patriarchatowi Konstantynopolitańskiemu. Jedna z największych świątyń w Grecji.

## Historia
Budowa katedry została rozpoczęta 25 marca 1862. Patron świątyni był zarazem patronem miasta, któremu mieszkańcy przypisywali opiekę nad prawosławną ludnością Heraklionu pod rządami Turków osmańskich. Miejsce pod budowę obiektu sakralnego według prawosławnej tradycji wybrano na podstawie wskazania mnicha, który we śnie ujrzał św. Menasa i usłyszał od niego, gdzie powinna znajdować się katedra. Autorem projektu budynku był Atanasios Mussis. Z powodu wybuchu powstania kreteńskiego, a następnie jego stłumienia, budowa katedry nie mogła być kontynuowana i powrócono do niej dopiero w 1883, czternaście lat po klęsce Greków. Ostatecznie budowla została ukończona i oddana do użytku w 1895; władze tureckie zgodziły się na zorganizowanie z tej okazji trzydniowych uroczystości. Obiekt konsekrował metropolita kreteński Tymoteusz.
23 maja 1941, podczas bombardowania Heraklionu, na budynek cerkwi spadła bomba, jednak nie wybuchła i jest od tej pory wystawiona na widok publiczny w sąsiedztwie obiektu.